# Þórbergur Þórðarson
Þórbergur Þórðarson (en transliteración; Zorbergur Zordarson) (Hala í Suðursveit, 12 de marzo de 1889-Reikiavik, 12 de noviembre de 1974) fue un escritor y esperantista islandés.